# Утвар
У̀твар или църковна у̀твар в християнството се нарича сборът от различните предмети, които се употребяват в литургията. В строгия смисъл това са предметите, с които си служи свещеникът по време на различните служби и тайнства – например потѝр и дѝскос по време на евхаристията, кадилница, купел при кръщението и т.н. Това са предметите, без които е невъзможно извършването на литургия. В по-широк смисъл към утварта се причисляват и предмети, характерни за интериора на храма – свещници, кандила и др. Много от предметите, използвани като утвар, притежават висока художествена стойност.